# Палиград
Палиград (мкд. Палиград) је насеље у Северној Македонији, у северном делу државе. Палиград припада општини Зелениково, која окупља југоисточна предграђа Града Скопља.

## Географија
Палиград је смештен у северном делу Северне Македоније. Од најближег већег града, Скопља, насеље је удаљено 45 km југоисточно.
Насеље Палиград је у оквиру историјске области Торбешија, која се пружа јужно од Скопског поља. Насеље је смештено високо, у горњем делу тока Кадине реке, притоке Вардара. Северно од насеља налази се највиши врх планине Китка, а јужно се пружа планина Голешница. Надморска висина насеља је приближно 1.000 метара.
Месна клима је планинска због знатне надморске висине.

## Становништво
Палиград је према последњем попису из 2002. године имала 303 становника.
Претежно становништво у насељу су Албанци (99%).
Већинска вероисповест је ислам.